# Ivan Nikouline
Pour plus de détails, voir Fiche technique et Distribution.
Ivan Nikouline (Иван Никулин — русский матрос, Ivan Nikulin - russkiy matros) est un film soviétique réalisé par Igor Savtchenko, sorti en 1944.

## Fiche technique
- Photographie : Fiodor Provorov
- Musique : Sergeï Pototski
- Décors : M. Samorodskiï, Konstantin Youon